# Золотой полоз
«Золотой полоз» — фильм режиссёра Владимира Макеранца по мотивам уральских сказов Павла Бажова. Снят при финансовой поддержке Министерства культуры Свердловской области и Федерального агентства по культуре и кинематографии. Выиграл приз «За лучший фильм для детей» на фестивале Литература и кино в 2008 году.
Фильм рассказывает об уральских старателях, ведущих поиски золота. Премьера состоялась 29 августа 2007 года.

## В ролях
| Актёр             | Роль                    |
| ----------------- | ----------------------- |
| Иван Бобылёв      | Семёныч / Золотой Полоз |
| Олег Ягодин       | Коська (взрослый)       |
| Ярослав Андреев   | Коська (юный)           |
| Павел Ознобишин   | Дениска (взрослый)      |
| Ваня Суховерхий   | Дениска (юный)          |
| Елена Голуненко   | Дуняша                  |
| Валерий Смирнов   | Жарбей                  |
| Владимир Иванский | Левонтий                |
| Антон Казаков     | Пантюха                 |
| Дмитрий Захаров   | Николка (взрослый)      |
| Саша Михайлов     | Николка (юный)          |
| Вячеслав Кокорин  | Ефимыч                  |
| Вячеслав Чуисов   | Матвей                  |
| Валерий Серёгин   | Осип                    |
| Олег Гетце        | Сенька                  |
| Елена Стражникова | Барыня                  |

## Съёмочная группа
- Автор сценария: Бокарев, Геннадий Кузьмич
- Режиссёр-постановщик: Владимир Макеранец
- Оператор-постановщик: Николай Банько
- Композиторы: Сергей Старостин, Андрей Дойников
- Продюсеры: Геннадий Бокарев, Владимир Макеранец, Наталья Никонова